# Élections régionales de 1992 en Bretagne
Pour un article plus général, voir Élections régionales françaises de 1992.
Les élections régionales en Bretagne de 1992 se sont déroulées le 22 mars.

## Mode de scrutin
Les conseillers régionaux sont élus au scrutin de liste à la représentation proportionnelle suivant la règle de la plus forte moyenne, en un seul tour. 
Chaque département forme une circonscription : les sièges sont répartis entre les listes ayant obtenu plus de 5 % des suffrages exprimés. 
Ils sont attribués selon l'ordre de présentation sur la liste.

## Résultats

### Répartition des sièges
|             |  |                     | Sortantes | Sortantes | Élues | Élues |
| ----------- |  | ------------------- | --------- | --------- | ----- | ----- |
| Gauche      |  | PCF                 | 4         | 34        | 3     | 22    |
| Gauche      |  | PS                  | 30        | 34        | 19    | 22    |
| Écologistes |  | Les Verts           | 0         | 0         | 0     | 12    |
| Écologistes |  | GÉ                  | 0         | 0         | 6     | 12    |
| Droite      |  | UDF                 | 24        | 46        | 18    | 41    |
| Droite      |  | RPR                 | 19        | 46        | 17    | 41    |
| Droite      |  | Divers droite       | 1         | 46        | 6     | 41    |
| Droite      |  | CNIP                | 2         | 46        | 0     | 41    |
| Divers      |  | FN                  | 1         | 1         | 7     | 8     |
| Divers      |  | Divers (Vote blanc) | 0         | 1         | 1     | 8     |

### Global
|                | Union pour la Bretagne Union pour la France (RPR - UDF)                                   | 513 642   | 38,16  | 39 |  |  |
|                | La Bretagne, une volonté Parti socialiste                                                 | 268 316   | 19,93  | 19 |  |  |
|                | Les Français d'abord Front national                                                       | 118 841   | 8,83   | 7  |  |  |
|                | Liste Génération Écologie Génération écologie                                             | 116 743   | 8,67   | 6  |  |  |
|                | Liste présentée par le Parti communiste français Parti communiste français                | 93 096    | 6,92   | 3  |  |  |
|                | Liste des Verts Les Verts                                                                 | 91 884    | 6,83   | 6  |  |  |
|                | Faites bouger le Morbihan Divers droite                                                   | 44 596    | 2,97   | 2  |  |  |
|                | Peuple breton, peuple d'Europe Régionaliste (Union démocratique bretonne + Pobl + Emgann) | 28 839    | 2,14   | 0  |  |  |
|                | Indépendants libéraux de progrès Centre national des indépendants et paysans              | 15 040    | 1,12   | 0  |  |  |
|                | Blanc, c'est exprimé Divers (Vote blanc)                                                  | 14 681    | 1,09   | 1  |  |  |
|                | Convention régionale de Bretagne Régionaliste                                             | 14 624    | 1,09   | 0  |  |  |
|                | Liste Lutte ouvrière Lutte ouvrière                                                       | 13 567    | 1,01   | 0  |  |  |
|                | Démocratie - Écologie - Bretagne Divers gauche                                            | 12 156    | 0,90   | 0  |  |  |
|                | Les Régionales autrement diss. Rassemblement pour la République                           | 4 550     | 0,30   | 0  |  |  |
|                |                                                                                           |           |        |    |  |  |
| Inscrits       | Inscrits                                                                                  | 2 037 550 | 100,00 | 83 |  |  |
| Abstentions    | Abstentions                                                                               | 623 703   | 30,61  |    |  |  |
| Votants        | Votants                                                                                   | 1 413 847 | 69,39  |    |  |  |
| Blancs et nuls | Blancs et nuls                                                                            | 67 822    | 4,8    |    |  |  |
| Exprimés       | Exprimés                                                                                  | 1 346 025 | 95,2   |    |  |  |

### Côtes-d'Armor
|                | Union pour la Bretagne Union pour la démocratie française (RPR)                     | Yvon Bonnot      | 83 685  | 29,25  | 6  |  |  |
|                | La Bretagne, une volonté Parti socialiste                                           | Yves Dollo       | 62 254  | 21,76  | 4  |  |  |
|                | Liste présentée par le Parti communiste français Parti communiste français          | Édouard Quemper  | 30 084  | 10,51  | 2  |  |  |
|                | Liste Génération Écologie Génération écologie                                       | Jean Sanquer     | 24 253  | 8,47   | 1  |  |  |
|                | Les Français d'abord Front national                                                 | Raymond Blanc    | 21 171  | 7,40   | 1  |  |  |
|                | Les Verts Bretagne Les Verts                                                        | Michel Balbot    | 17 093  | 5,97   | 1  |  |  |
|                | Blanc, c'est exprimé Divers                                                         | Gérard Gautier   | 14 681  | 5,13   | 1  |  |  |
|                | Indépendants libéraux de progrès Centre national des indépendants et paysans        | Louis Marteil    | 10 054  | 3,51   | 0  |  |  |
|                | Unis pour les Côtes-d'Armor et la région Régionaliste                               | Jean-Louis Lemée | 6 491   | 2,26   | 0  |  |  |
|                | Peuple breton, peuple d'Europe Régionaliste (apparenté Union démocratique bretonne) | Henri Gourmelen  | 6 381   | 2,23   | 0  |  |  |
|                | Liste Lutte ouvrière Lutte ouvrière                                                 | Martial Collet   | 5 322   | 1,86   | 0  |  |  |
|                | Les Régionales autrement diss. Rassemblement pour la République                     | Francis Reynès   | 4 550   | 1,59   | 0  |  |  |
|                |                                                                                     |                  |         |        |    |  |  |
| Inscrits       | Inscrits                                                                            | Inscrits         | 414 360 | 100,00 | 16 |  |  |
| Abstentions    | Abstentions                                                                         | Abstentions      | 114 032 | 27,52  |    |  |  |
| Votants        | Votants                                                                             | Votants          | 300 328 | 72,48  |    |  |  |
| Blancs et nuls | Blancs et nuls                                                                      | Blancs et nuls   | 14 309  | 4,76   |    |  |  |
| Exprimés       | Exprimés                                                                            | Exprimés         | 286 019 | 95,24  |    |  |  |

- Conseillers régionaux élus
  - Union pour la démocratie française - Rassemblement pour la République (6) :
Yvon Bonnot (UDF) - Jean Hélias (RPR) - Bernard Sohier (UDF) - Daniel Pennec (RPR) - Bruno Joncour (UDF) - Yves Nédélec (RPR)
  - Parti socialiste (4) :
Yves Dollo - Alain Gouriou - Jean Gaubert - Maryvonne Gerretsen
  - Parti communiste français (2) :
Édouard Quemper - Christian Le Verge
  - Génération écologie (1) :
Jean Sanquer
  - Front national (1) :
Raymond Blanc
  - Les Verts (1) :
Michel Balbot
  - Vote blanc (1) :
Gérard Gautier

### Finistère
| Liste    | Liste                                                                      | Tête de liste     | Voix    | %      | Sièges |
| -------- | -------------------------------------------------------------------------- | ----------------- | ------- | ------ | ------ |
|          | Union pour la France (UDF - RPR) Union du Finistère pour la Bretagne       | Ambroise Guellec  | 163 352 | 39,99  | 12     |
|          | Parti socialiste Liste du Parti socialiste                                 | Louis Le Pensec   | 98 385  | 24,08  | 7      |
|          | Front national Les Français d'abord                                        | Olivier Morize    | 35 513  | 8,69   | 2      |
|          | Génération écologie Liste Génération Écologie                              | Pierre Delignière | 31 829  | 7,79   | 2      |
|          | Les Verts Liste des Verts                                                  | Alain Uguen       | 27 964  | 6,84   | 2      |
|          | Parti communiste français Liste présentée par le Parti communiste français | Louis Le Roux     | 17 620  | 4,31   |        |
|          | Alternative démocratie socialisme (ex-PCF) Une autre gauche pour l'avenir  | Jean-Pierre Jeudy | 15 788  | 3,86   |        |
|          | Apparenté Union démocratique bretonne Peuple breton, peuple d'Europe       | Annaïg Le Gars    | 8 310   | 2,03   |        |
|          | Centre national des indépendants Indépendants libéraux de progrès          | Sylvain Bertrand  | 4 986   | 1,22   |        |
|          | Régionaliste Convention régionale de Bretagne                              | Charles Burel     | 4 665   | 1,14   |        |
|          |                                                                            |                   |         |        |        |
| Inscrits | Inscrits                                                                   |                   | 616 176 | 100,00 | 25     |
| Votants  | Votants                                                                    |                   | 426 147 | 69,16  |        |
| Exprimés | Exprimés                                                                   |                   | 408 412 | 66,28  |        |

- Conseillers régionaux élus
  - Union pour la démocratie française - Rassemblement pour la République (12) :
Ambroise Guellec (UDF) - Bertrand Cousin (RPR) - Arnaud Cazin d'Honincthun (UDF) - Jean-François Garrec (RPR) - Yves Quiniou (UDF) - René Gad (RPR) - Bernard de Cadenet (RPR) - Michel Morvan (UDF) - Hélène Tanguy (RPR) - Yvon Callec (UDF) - Jean Rohou (RPR) - Adrien Kervella (RPR)
  - Parti socialiste (7) :
Louis Le Pensec - Kofi Yamgnane - Jean-Noël Kerdraon - Geneviève Garros - Marylise Lebranchu - Daniel Bouer - Robert Moreau
  - Front national (2) :
Olivier Morize - Michel Dor
  - Génération écologie (2) :
Pierre Delignière - Bernard Uguen
  - Les Verts (2) :
Alain Uguen - Janick Moriceau

### Ille-et-Vilaine
| Liste    | Liste                                                                      | Tête de liste      | Voix    | %      | Sièges |
| -------- | -------------------------------------------------------------------------- | ------------------ | ------- | ------ | ------ |
|          | Union pour la France (RPR - UDF) Union pour la Bretagne                    | Yvon Bourges       | 155 212 | 44,28  | 13     |
|          | Parti socialiste Une volonté pour la Bretagne                              | Jacques Faucheux   | 60 512  | 17,26  | 5      |
|          | Génération écologie Liste Génération Écologie                              | Paul Renaud        | 35 437  | 10,11  | 2      |
|          | Front national Les Français d'abord                                        | Pierre Maugendre   | 28 978  | 8,26   | 2      |
|          | Les Verts Bretagne - Écologie - Solidarité                                 | Jean-Louis Merrien | 18 170  | 8,03   | 2      |
|          | Parti communiste français Liste présentée par le Parti communiste français | Paul Lespagnol     | 12 236  | 3,49   |        |
|          | Divers gauche Démocratie - Écologie - Bretagne                             | Louis Chopier      | 12 156  | 3,46   |        |
|          | Lutte ouvrière Liste Lutte ouvrière                                        | René Madec         | 8 245   | 2,35   |        |
|          | Apparenté Union démocratique bretonne Peuple breton, peuple d'Europe       | Jean Duchet        | 6 062   | 1,72   |        |
|          | Régionaliste Convention régionale de Bretagne                              | Henri Lécuyer      | 3 468   | 0,98   |        |
|          |                                                                            |                    |         |        |        |
| Inscrits | Inscrits                                                                   |                    | 552 935 | 100,00 | 24     |
| Votants  | Votants                                                                    |                    | 370 743 | 67,05  |        |
| Exprimés | Exprimés                                                                   |                    | 350 476 | 63,39  |        |

- Conseillers régionaux élus
  - Rassemblement pour la République - Union pour la démocratie française (13) :
Yvon Bourges (RPR) - Alain Madelin (UDF) - Gérard Pourchet (UDF) - Claude Champaud (RPR) - Pierre Le Treut (UDF) - Annie Davy (UDF) - Henri-Jean Lebeau (UDF) - Yves Pottier (RPR) - Georges Magnant (UDF) - Jeanne-Françoise Hutin (UDF) - Yvon Jacob (RPR) - Bernard Marboeuf (UDF) - André Belliard (RPR)
  - Parti socialiste (5) :
Jacques Faucheux - Henri Gallais - Jean-Claude du Chalard - Pierre Bourges - Marcel Rogemont
  - Génération écologie (2) :
Paul Renaud - Herveline Guilloux
  - Front national (2) :
Pierre Maugendre - Jacques Doré
  - Les Verts (2) :
Jean-Louis Merrien - Hélène Jollivet

### Morbihan
| Liste    | Liste                                                                      | Tête de liste      | Voix    | %      | Sièges |
| -------- | -------------------------------------------------------------------------- | ------------------ | ------- | ------ | ------ |
|          | Union pour la France (UDF - RPR) Union pour la promotion de la Bretagne    | Joseph Kergueris   | 111 393 | 36,99  | 8      |
|          | Parti socialiste Avec Pierre Victoria                                      | Pierre Victoria    | 47 165  | 15,66  | 3      |
|          | Divers droite Faites bouger le Morbihan                                    | Yves Rocher        | 40 046  | 13,29  | 2      |
|          | Front national Les Français d'abord                                        | Jacques de Rougé   | 33 179  | 11,01  | 2      |
|          | Génération écologie Liste Génération Écologie                              | Patrice Le Borgnic | 25 224  | 8,37   | 1      |
|          | Les Verts Les Verts Bretagne                                               | Dominique Bourbao  | 18 657  | 6,19   | 1      |
|          | Parti communiste français Liste présentée par le Parti communiste français | Serge Morin        | 17 368  | 5,76   | 1      |
|          | Apparenté Union démocratique bretonne Peuple breton, peuple d'Europe       | Joël Guégan        | 8 086   | 2,68   |        |
|          |                                                                            |                    |         |        |        |
| Inscrits | Inscrits                                                                   |                    | 454 079 | 100,00 | 18     |
| Votants  | Votants                                                                    |                    | 316 629 | 69,73  |        |
| Exprimés | Exprimés                                                                   |                    | 301 118 | 66,31  |        |

- Conseillers régionaux élus
  - Union pour la démocratie française - Rassemblement pour la République (8) :
Joseph Kergueris (UDF) - Célestin Blévin (RPR) - Loïc Bouvard (UDF) - Yvonne Sauvet (UDF) - Dominique Yvon (RPR) - Jean Le Lu (RPR) - Paul Anselin (UDF) - Joseph Lécuyer (UDF)
  - Parti socialiste (3) :
Pierre Victoria - Philippe Meyer - Jean Le Bec
  - Divers droite (2) :
Yves Rocher - Jérôme Aymé
  - Front national (2) :
Jacques de Rougé - André Guyomar
  - Génération écologie (1) :
Patrice Le Borgnic
  - Les Verts (1) :
Dominique Bourbao
  - Parti communiste français (1) :
Serge Morin